# Япарка
Япарка (баш. Япар) — деревня в Кушнаренковском районе Республики Башкортостан Российской Федерации. Входит в состав Кушнаренковского сельсовета.

## География
Деревня находится на берегу реки Белая.

### Географическое положение
Расстояние до:
- районного центра (Кушнаренково): 5 км,
- центра сельсовета (Кушнаренково): 5 км,
- ближайшей ж/д станции (Уфа): 65 км.

## Население
| 2002 | 2009 | 2010 |
| ---- | ---- | ---- |
| 50   | ↘36  | ↗83  |

### Национальный состав
Согласно переписи 2002 года, преобладающая национальность — русские (72 %).